# مزاليكا
المزاليكا (بالعامية المصرية: مزاليكا) هي أكلة مصرية تُحضّر من كبد وقوانص الدجاج.